# 潘晓彤
潘曉彤（英語：Rachel Poon Hiu Tung，1989年1月12日—），是香港息影童星兼女演員，前無綫電視及亞洲電視女藝員。

## 背景
潘曉彤於香港出生，小時候曾是童星，1993年約4歲時在她表姐的介紹下加入兒童節目主持人《閃電傳真機》成為小演員從而入行。
1998年，9歲的她在九龍塘宣道小學完成小三學業後便前往澳大利亞墨爾本讀書，並於2001年回港，在澳洲國際學校升學。 Presbyterian Ladies' College
2004年，她後尾宣佈復出，並參與出演劇集《一屋兩家三姓人》，飾演運動型少女方穎儀一角，有幸擔當主角，其後只擔當沒有人留意的小角色。
2008年，考入香港城市大學。
2010年，獲邀主持節目《智激校園》。
2011年，潘氏在重頭劇集《天與地》飾演鄭振軒（黃德斌飾）的女兒鄭文珊（Katie）開始重新被觀眾留意。 
2012年，她大學畢業，後同年她在劇集《法網狙擊》客串飾演被迫欺凌跳樓的女子陳學璇一角引起不少宅男關注。 
2013年，她在劇集《好心作怪》飾演便衣女警施樂雯（Tomato.C）一角，戲份頗重，更受觀眾歡迎。
2014年，最後一次獲邀主持節目《猩猩補習班》，8月1日在下午微博宣佈就約滿離開無綫電視，並提早息影退出娛樂圈後，目前已轉往任職國泰航空投入空姐行列，同年選擇拍畢的《愛我請留言》是為其在息影之前的告別作，結束21年與無綫電視之賓主關係，現今直至今日沒有其他的任何拍攝工作。為翌年她與外籍男友Jon Pettigrew結婚。

## 演出作品

### 電視劇（無綫電視）
粗體代表於電視劇中有重要戲份的角色
- 1995年：《新同居關係》飾 珠珠
- 1995年：《總有出頭天》飾 楊梓盈（童年）
- 1997年：《當女人愛上男人》飾 呂思琪
- 1998年：《難兄難弟之神探李奇》飾 吳艷芳
- 2004年：《一屋兩家三姓人》 飾方穎儀
- 2005年：《學警雄心》飾 鍾家麗
- 2006年：《潮爆大狀》飾 何詠蓮
- 2006年：《高朋滿座》飾 Annabel
- 2007年：《學警出更》飾 鍾家麗（第17集）
- 2010年：《五味人生》飾 關哲彤（彤彤）
- 2010年：《囧探查過界》飾 Patsy
- 2010年：《談情說案》飾 醫生（17第17集）
- 2010年—2011年：《依家有喜》飾 阿甜（Candy）
- 2011年：《潜行狙击》飾 “Beauty Secret”职员
- 2011年：《天與地》 飾 鄭文珊（Katie）
- 2011年—2012年：《結·分@謊情式》飾 林思怡（Zoe）
- 2012年：《4 in Love》飾 妃
- 2012年：《On Call 36小時》飾 神經內科護士
- 2012年—2014年：《愛·回家 (第一輯)》飾 Joyce Poon
- 2012年：《回到三國》飾 婢女（第23集）
- 2012年：《法網狙擊》飾 陳學璇
- 2013年：《幸福摩天輪》飾 帅巧巧（第19-20集）
- 2013年：《仁心解码II》飾 桑拿女职员（第21-22集）
- 2013年：《金枝慾孽貳》飾 郭羅·佑香
- 2013年：《好心作怪》飾 施樂雯（Tomato.C）
- 2013年：《On Call 36小時II》飾 湯美寶
- 2014年：《愛我請留言》 飾 Chloe

### 電視劇（亞洲電視）
- 2000年：《我和殭屍有個約會II》

## 電影
- 借錢專家 (1997)
- 囍氣逼人 (1997)
- 大搜查之女 (2008) 飾 慕蓮下屬（Team A）
- 雪刃 (2012)
- 愛尋迷 (2014)

## 外部連結
- 潘曉彤官方網站 （页面存档备份，存于）
- 潘晓彤的Facebook專頁
- 潘晓彤的Instagram帳戶
- 潘晓彤的新浪微博
- 潘晓彤在香港影庫上的簡介